# Isoperla silesica
Isoperla silesica is een steenvlieg uit de familie Perlodidae. De wetenschappelijke naam van de soort is voor het eerst geldig gepubliceerd in 1952 door Illies.